# Khloé Kardashian
Khloé Alexandra Kardashian (* 27. června 1984 Los Angeles) je americká modelka a televizní osobnost. Od roku 2007 je součástí rodinné reality show Držte krok s Kardashians. Na základě úspěchu tohoto seriálu vzniklo několik spin-off pokračování, kterých se sama zúčastnila – například: Kourtney and Khloé Take Miami (2009–2013) či Kourtney and Khloé Take The Hamptons (2014–2015), odehrávající se v newyorském letovisku the Hamptons.